# Pichisermollodes stewartii
Pichisermollodes stewartii là một loài dương xỉ trong họ Polypodiaceae. Loài này được Bedd. Fraser-Jenk. mô tả khoa học đầu tiên năm 2009.